# أندي ديبل
أندي ديبل (بالإنجليزية: Andy Dibble) هو لاعب كرة قدم بريطاني في مركز حراسة المرمى، ولد في 8 مايو 1965 في كومبرن ‏ في المملكة المتحدة. شارك مع منتخب ويلز لكرة القدم. أما مع النوادي، فقد لعب مع بولتون واندررز وستوكبورت كونتي وشيفيلد يونايتد وكارديف سيتي ومانشستر سيتي ونادي أبردين ونادي أكرينغتون ستانلي ونادي ألترينتشام ونادي باري تاون يونايتد ونادي ريكسهام ونادي رينجرز ونادي سندرلاند ونادي كارلايل يونايتد ونادي لوتون تاون ونادي ميدلزبره ونادي هارتلبول يونايتد وهدرسفيلد تاون ووست بروميتش ألبيون.

## وصلات خارجية
- أندي ديبل على موقع قاعدة بيانات كرة القدم.إي يو (الإنجليزية)
- أندي ديبل على موقع ناشيونال فوتبول تيمز (الإنجليزية)
- أندي ديبل على موقع Soccerway.com (الإنجليزية)
- أندي ديبل على موقع عالم كرة القدم.نت (الإنجليزية)
- أندي ديبل على موقع IMDb (الإنجليزية)